# Seven
Seven ("Sju", marknadsförd som Se7en) är en amerikansk film från 1995 i regi av David Fincher med Brad Pitt och Morgan Freeman.

## Handling
Under en rutinutryckning påträffas en man mördad och det uppdagas att det är det första mordet av sju. De två poliserna David Mills (Brad Pitt) och William Somerset (Morgan Freeman) hamnar i en desperat jakt efter en seriemördare som mördar sina offer efter de sju dödssynderna. Den erfarne Somerset försöker sätta sig in i seriemördarens sinne, men den yngre Mills förstår inte vad hans kollega försöker få fram.

## Rollista (i urval)
- Brad Pitt – David Mills, poliskommissarie
- Morgan Freeman – William Somerset, poliskommissarie
- Gwyneth Paltrow – Tracy Mills
- Kevin Spacey – John Doe (okrediterad i vissa versioner)
- Richard Roundtree – Martin Talbot, distriktsåklagare
- R. Lee Ermey – Police Captain, chefskommissarie
- John C. McGinley – California, SWAT-teamledare
- Julie Araskog – Mrs. Gould
- Mark Boone Junior – sliskig FBI-agent
- John Cassani – Davis, polisman
- Reginald E. Cathey – Dr. Santiago
- Peter Crombie – Dr. O'Neill
- Hawthorne James – George, biblioteksvakt
- Michael Massee – dörrvakt på fetischklubben
- Leland Orser – galen man på fetischklubben
- Richard Portnow – Dr. Beardsley
- Richard Schiff – Mark Swarr, John Does advokat
- Pamela Tyson – smal luffare utanför John Does lägenhet
- Daniel Zacapa – Taylor, polisinspektör

## Om filmen
Seven är regisserad av David Fincher efter manus av Andrew Kevin Walker.
Premiären var juldagen 1995 på ett antal biografer; i Stockholm visades den på Filmstaden Sergel, Biopalatset och Royal.
Filmen nominerades för Bästa klippning på Oscarsgalan 1996 men förlorade mot Apollo 13.